# Mingji
Mingji (kinesiska: 明集镇, 明集) är en köping i Kina. Den ligger i provinsen Shandong, i den östra delen av landet, omkring 64 kilometer nordost om provinshuvudstaden Jinan. Antalet invånare är 35 287. Befolkningen består av 17 683 kvinnor och 17 604 män. Barn under 15 år utgör 17,0 %, vuxna 15-64 år 72 %, och äldre över 65 år 10,0 %.
Genomsnittlig årsnederbörd är 818 millimeter. Den regnigaste månaden är juli, med i genomsnitt 300 mm nederbörd, och den torraste är januari, med 6 mm nederbörd.